# Cycas nongnoochiae
Cycas nongnoochiae — вид голонасінних рослин класу саговникоподібні (Cycadopsida).
Етимологія: від тропічного саду Нонг Нуч недалеко від Паттайї в Таїланді.

## Опис
Стовбури деревовиді, 5 м заввишки, 10–15 см діаметром у вузькому місці; 25–40 листя в кроні. Листки сіро-зелені або блакитні, напівглянсові, завдовжки 80–160 см. Пилкові шишки вузькояйцеподібні, жовті або зелені, 15–28 см, 7–10 см діаметром. Мегаспорофіли 16–19 см завдовжки, біло-повстяні на жовто-повстяні. Насіння плоске, яйцеподібне, довжиною 35 мм, 28–35 мм завширшки; саркотеста жовта, не вкрита нальотом або трохи вкрита нальотом, товщиною 2 мм.

## Поширення, екологія
Країни поширення: Таїланд. Трапляється при 50–100 м над рівнем моря. Цей вид зустрічається на повному сонці в малих чагарниках на крутих вапнякових кручах, часто росте в ущелинах на голому вапняку в сезонно сухих лісах. Уразливий для вогню в сухий сезон.

## Загрози та охорона
Цей вид опинився під тиском з боку колекціонерів рослин і збільшення частоти пожеж може представляти проблему.